# Los Calchaquis chantent Atahualpa Yupanqui
Los Calchaquis chantent Atahualpa Yupanqui es el segundo disco de Los Calchakis, que aquí aparecen como «Los Calchaquis», y que se grabó en 1963. Colaboró en este trabajo el célebre cantautor argentino Chango Rodríguez.
El álbum supone un homenaje al célebre poeta y cantautor argentino Atahualpa Yupanqui así como a otros autores: Nicolás Guillén, Gustavo Leguizamón, Luna-Valles y Horacio Guarany.

## Lista de canciones
| N.º | Título                     | Letras                            | Duración |  |
| 1.  | «La toldería»              | Luna Valles                       |          |  |
| 2.  | «Vidala de la copla»       | Chango Rodríguez                  |          |  |
| 3.  | «Indiecito dormido»        | Atahualpa Yupanqui                |          |  |
| 4.  | «Chacarera del chacho»     | Gustavo Leguizamón                |          |  |
| 5.  | «La pobrecita»             | Atahualpa Yupanqui                |          |  |
| 6.  | «Camino del indio»         | Atahualpa Yupanqui                |          |  |
| 7.  | «El arriero»               | Atahualpa Yupanqui                |          |  |
| 8.  | «Arenita del camino»       | Atahualpa Yupanqui                |          |  |
| 9.  | «La viajerita»             | Atahualpa Yupanqui                |          |  |
| 10. | «No sé por qué piensas tú» | Nicolás Guillén y Horacio Guarany |          |  |

## Integrantes
- Héctor Miranda
- Ana María Miranda
- Chango Rodríguez